# Zero in condotta (serie televisiva)
Zero in condotta (Square Pegs) è una serie televisiva statunitense in 20 episodi trasmessi per la prima volta nel corso di una sola stagione dal 1982 al 1983.

## Trama
La serie segue Patty Greene (Sarah Jessica Parker) e Lauren Hutchinson (Amy Linker), due ragazze adolescenti che cercano di adattarsi alla Weemawee High School.

## Sceneggiatura
La serie fu creata da Anne Beatts, una delle sceneggiatrici del Saturday Night Live.

## Personaggi e interpreti
- Patty Greene (20 episodi, 1982-1983), interpretata da Sarah Jessica Parker.
- Lauren Hutchinson (20 episodi, 1982-1983), interpretata da Amy Linker.
- Johnny Slash (20 episodi, 1982-1983), interpretato da Merritt Butrick.
- Marshall Blechtman (20 episodi, 1982-1983), interpretato da John Femia.
- Jennifer DiNuccio (20 episodi, 1982-1983), interpretata da Tracy Nelson.
- Muffy Tepperman (20 episodi, 1982-1983), interpretato da Jami Gertz.
- LaDonna Fredericks (20 episodi, 1982-1983), interpretata da Claudette Wells.
- Vinnie Pasetta (20 episodi, 1982-1983), interpretato da Jon Caliri.
- Cindy (7 episodi, 1982-1983), interpretata da Karen Armstrong.
- Ms. Loomis (5 episodi, 1982-1983), interpretata da Catlin Adams.
- Preside Dingleman (5 episodi, 1982-1983), interpretato da Basil Hoffman.
- Mr. Rob Donovan (5 episodi, 1982-1983), interpretato da Steven Peterman.
- Mr. Spacek (3 episodi, 1982), interpretato da Craig Richard Nelson.
- Larry Simpson (2 episodi, 1982-1983), interpretato da Ben Marley.
- Miss Rezucha (2 episodi, 1982), interpretata da Anne Beatts.
- Ed Greene (2 episodi, 1982), interpretato da Tony Dow.

## Produzione
La serie, ideata da Anne Beatts, fu prodotta da Embassy Television e girata nella Excelsior High School a Norwalk in California. Le musiche furono composte da Jonathan Wolff.

### Registi
Tra i registi della serie sono accreditati:
- Kim Friedman in 10 episodi (1982-1983)
- Terry Hughes in 8 episodi (1982-1983)
- James Nasella in 2 episodi (1983)

### Sceneggiatori
Tra gli sceneggiatori della serie sono accreditati:
- Anne Beatts in 20 episodi (1982-1983)
- Janis Hirsch in 6 episodi (1982-1983)
- Andy Borowitz in 5 episodi (1982-1983)
- Marjorie Gross in 5 episodi (1982-1983)
- Deanne Stillman in 3 episodi (1982-1983)
- Susan Silver in 2 episodi (1982-1983)

## Distribuzione
La serie fu trasmessa negli Stati Uniti dal 27 settembre 1982 al 27 marzo 1983 sulla rete televisiva CBS. In Italia è stata trasmessa con il titolo Zero in condotta.

## Episodi
| Stagione       | Episodi | Prima TV USA |
| -------------- | ------- | ------------ |
| Prima stagione | 20      | 1982-1983    |